# سیارک ۷۵۴۴
سیارک ۷۵۴۴ (به انگلیسی: 7544 Tipografiyanauka، نامگذاری:1976UB2) هفت هزار و پانصد و چهل و چهارمین سیارک کشف شده‌است که در ۲۶ اکتبر ۱۹۷۶ کشف شد.
قدر مطلق سیارک برابر ۱۲٫۳۰ است.